# 秋田峠
秋田峠（あきたとうげ）は、秋田県北秋田郡上小阿仁村と南秋田郡五城目町の境にある峠である。ここでは、歴史的にこの地区を通っていた峠道についても記述する。

## 歴史
久保田藩によって天和元年（1681年）に編集された『領中大小道程帳』に記載されている現在の上小阿仁村の街道には、木戸石村から李台、芹沢、三里、三木田、鎌沢（ここまで現北秋田市）、小沢田村、沖田面（ここまで現上小阿仁村）とつなぐ街道があった。この街道と五十目（現五城目町）を結び、久保田城下町につなげるのが五十目街道であった。この街道は山越えを越える難所が多かったが、比較的早い時期から利用されていたのは、この街道が久保田と阿仁鉱山や大館城を繋ぐ最短ルートであるからだった。五十目街道は沖田面村からは東方に4里余りの折渡峠（国見峠）を通じて、最短距離で阿仁鉱山と繋がる吉田街道の起点となっていた。
ただ、五十目街道の名は正式なものではなく通称であった。江戸時代、五十目（五城目）と上小阿仁を繋ぐルートは主に2つあった。「五十目 - 三内 - 黒土新田 - 湯ノ又 - 浅見内 - 黒森 - 小田瀬 - 黒土（大林）」とつながる黒森街道と、「五十目 - 中津又 - 笹森 - 笹森峠 - 中茂」とつながるルートである。

### 黒森街道
黒森街道は元和3年（1617年）に梅津政景が『梅津政景日記』に記載したルートで、彼は「黒森通殊外切所、始罷通候」と記録している。浅見内からは滝ノ下沢をたどり現在の地形図にも記載がある不動滝を過ぎ、標高329mのピークの西250mにあるマドの切通しで三種町側に出て、そこから稜線付近を辿り黒森に至る。黒森とは現在上小阿仁村と三種町、五城目町の3町の境となっている標高330mの山で、当時のルートとしては最大の難所であった。この街道が山本郡上岩川村と秋田郡南沢村の境となっていたと言われている。黒森からは稜線をたどり小田瀬沢上流から小田瀬沢を下り小田瀬に至った。
1745年（延享2年）2月中旬に山中が洪水となって道の往来が途絶えた。25日に異変がどうして起きたのかわからないということで、検知役の丹内藤右衛門は部下に命じてこれを検証した。すると小田瀬の山の山頂は2つにわかれ、頂上の樹木が流れ倒れて雨の水流を止め、残土は自然に土手となっていて、380間ほどの沼になって深さはわからず水底は確認できなかった。久保田藩士の人見蕉雨によって1798年（寛政10年）頃に著された『黒甜瑣語』にも小田瀬の山崩れは記録されている。（山形県大石田の龍の話に続き）大館市比内町独鈷大日堂で延享の頃に、一人の盲人が通夜をしていた。そこへ老人が来たので一緒に話し合った。盲人が若い頃は琵琶を弾いたというと、老人は鳳凰山の麓の寺（玉林寺）に比内浅利氏が使っていた琵琶があるという。浅利家が滅びたので長い間演奏されていなかったが、4本の弦が無事なら持ってきましょうと言い、ほどなく携えてくる。これを盲人が終夜かきならすと老人は喜び、私はまもなく遠くに去るが今宵は思わずこの曲を聞いて百年の深い思いを果たしたと言って琵琶を老人に与えて去って行った。それから1月程過ぎてから、小田瀬の山が蟄龍が天昇して山崩れがあった。これも大石田の話に類する話なのだろうか。この琵琶はまだ大日堂にあるという。また（早口沢での山崩れの話に続き）、延享の昔の小田瀬の山崩れの件は、ある人が言うには、乙卯（1735年と思われる）の卯月（4月）の末かた小阿仁の仏社村に沼があって、そこに怪獣が住んでるということが長く伝わっていたが、ジュンサイを商売する農夫がこれに捕らわれてしまった。その弟が怒って阿仁の小沢から鉄汁というものを運び、燃やし精衛が海を埋めようとする気持ちのようにやたら打ち込んだ。彼はそれをがまんすることは難しかった。そこで、怪獣は7-8町離れた所に大堤を一夜のうちに造って、そこに移ったと思われる。早口沢でも同じ様な事が起きたのだろう。

### 笹森峠道
笹森峠を越えた記録は、文政3年（1820年）の菅江真澄による『雪の山ごえ』がある。真澄が描いた絵図は現在の風景と一致し、中茂の絵図もある。笹森峠は現在の地形図にも記載されている道路である。自動車が通れるように補修された時は五城目の商人が米内沢まで出張して商売をする程であったが、冬には積雪によって崖崩れが多発し春には必ず補修を行わなければ通行不能な道路であった。現在も多数の崖崩れの場所があり、車両は通行不能である。
1896年（明治29年）4月、「五十目線路」として南秋田郡一日市村（現八郎潟町）から上小阿仁村を通り北秋田郡米内沢町（現北秋田市）に至る重要道路として県費支弁道に追加され、笹森峠を越す幅2間（約3.6m）の道路が整備された。この時点では馬車が通れる程度のものであったが、1953年（昭和28年）夏の大改修により自動車が通れるようになった。このとき主要地方道米内沢五城目線に指定された。

### 秋田峠
1963年（昭和38年）頃に秋田峠（割山峠）を通る道路が完成する（旧道）。1970年（昭和45年）には国道285号に昇格している。1981年（昭和56年）に旧秋田峠の下を貫通する秋田峠トンネル(361.5m)とこれに接続する三太郎沢橋(90m)が完成し、さらに1986年（昭和61年）に上小阿仁トンネルが完成したことにより、国道285号の難所はほぼ解消された。
秋田峠と名付けられたのは1980年（昭和55年）で、国道285号の大改修にともない新時代にふさわしく歴史的に意義のある地名をということで、五城目町長と上小阿仁村長が名付けた。それ以前は山を切り開いて道を作ったため「割山峠」と呼ばれていた。
秋田峠の改修により、国道285号線は山間部を通る割には交通量が多くなっている。